# Sibanor
Sibanor ist eine Ortschaft im westafrikanischen Staat Gambia.
Nach einer Berechnung für das Jahr 2013 leben dort etwa 4681 Einwohner, das Ergebnis der letzten veröffentlichten Volkszählung von 1993 betrug 2631.

## Geographie
Sibanor liegt in der West Coast Region, Distrikt Foni Bintang-Karanai, ungefähr 50 Kilometer östlich von Brikama und ungefähr zwölf Kilometer westlich von Bwiam entfernt. Die Stadt liegt an der South Bank Road und profitiert vom Fernverkehr.

## Kultur und Sehenswürdigkeiten
Bei Sibanor ist ein heiliger und religiöser Friedhof als Kultstätte unter dem Namen Fang Kaliya bekannt.

## Söhne und Töchter des Orts
- Dominic Mendy (* 1959), Politiker und Wirtschaftsberater
- Ousman Badjie (* 1967), General
- Saruba Colley (* 1989), Leichtathletin